# کریستینا بوگاتی
کریستینا بوگاتی (ایتالیایی: Cristina Bugatty؛ زادهٔ ۱۲ ژوئن ۱۹۷۶) بازیگر اهل ایتالیا است.
از فیلم‌هایی که وی در آن‌ها نقش داشته است، می‌توان به الهه بخت اشاره نمود.